# Бен-Ломонд (Каліфорнія)
Бен-Ломонд (англ. Ben Lomond) — переписна місцевість (CDP) в США, в окрузі Санта-Крус штату Каліфорнія. Населення — 6337 осіб (2020).

## Географія
Бен-Ломонд розташований за координатами 37°4′42″ пн. ш. 122°5′17″ зх. д. / 37.07833° пн. ш. 122.08806° зх. д. (37.078196, -122.088116).  За даними Бюро перепису населення США в 2010 році переписна місцевість мала площу 21,65 км², уся площа — суходіл.

## Демографія
Згідно з переписом 2010 року, у переписній місцевості мешкали 6234 особи в 2440 домогосподарствах у складі 1657 родин. Густота населення становила 288 осіб/км².  Було 2620 помешкань (121/км²).
Расовий склад населення:
| - 91,3 % — білих - 1,1 % — азіатів - 0,8 % — корінних американців - 0,5 % — чорних або афроамериканців - 0,2 % — вихідців з тихоокеанських островів - 1,6 % — осіб інших рас |

До двох чи більше рас належало 4,5 %. Частка іспаномовних становила 8,3 % від усіх жителів.
За віковим діапазоном населення розподілялося таким чином: 19,5 % — особи молодші 18 років, 70,3 % — особи у віці 18—64 років, 10,2 % — особи у віці 65 років та старші. Медіана віку мешканця становила 44,1 року. На 100 осіб жіночої статі у переписній місцевості припадало 101,9 чоловіків;  на 100 жінок у віці від 18 років та старших — 101,2 чоловіків також старших 18 років.
Середній дохід на одне домашнє господарство  становив 83 873 долари США (медіана — 70 266), а середній дохід на одну сім'ю — 96 178 доларів (медіана — 84 375). Медіана доходів становила 63 287 доларів для чоловіків та 50 424 долари для жінок. За межею бідності перебувало 10,8 % осіб, у тому числі 14,1 % дітей у віці до 18 років та 1,1 % осіб у віці 65 років та старших.
Цивільне працевлаштоване населення становило 3290 осіб. Основні галузі зайнятості: освіта, охорона здоров'я та соціальна допомога — 25,4 %, роздрібна торгівля — 13,3 %, виробництво — 11,6 %, мистецтво, розваги та відпочинок — 11,5 %.